# Longquan

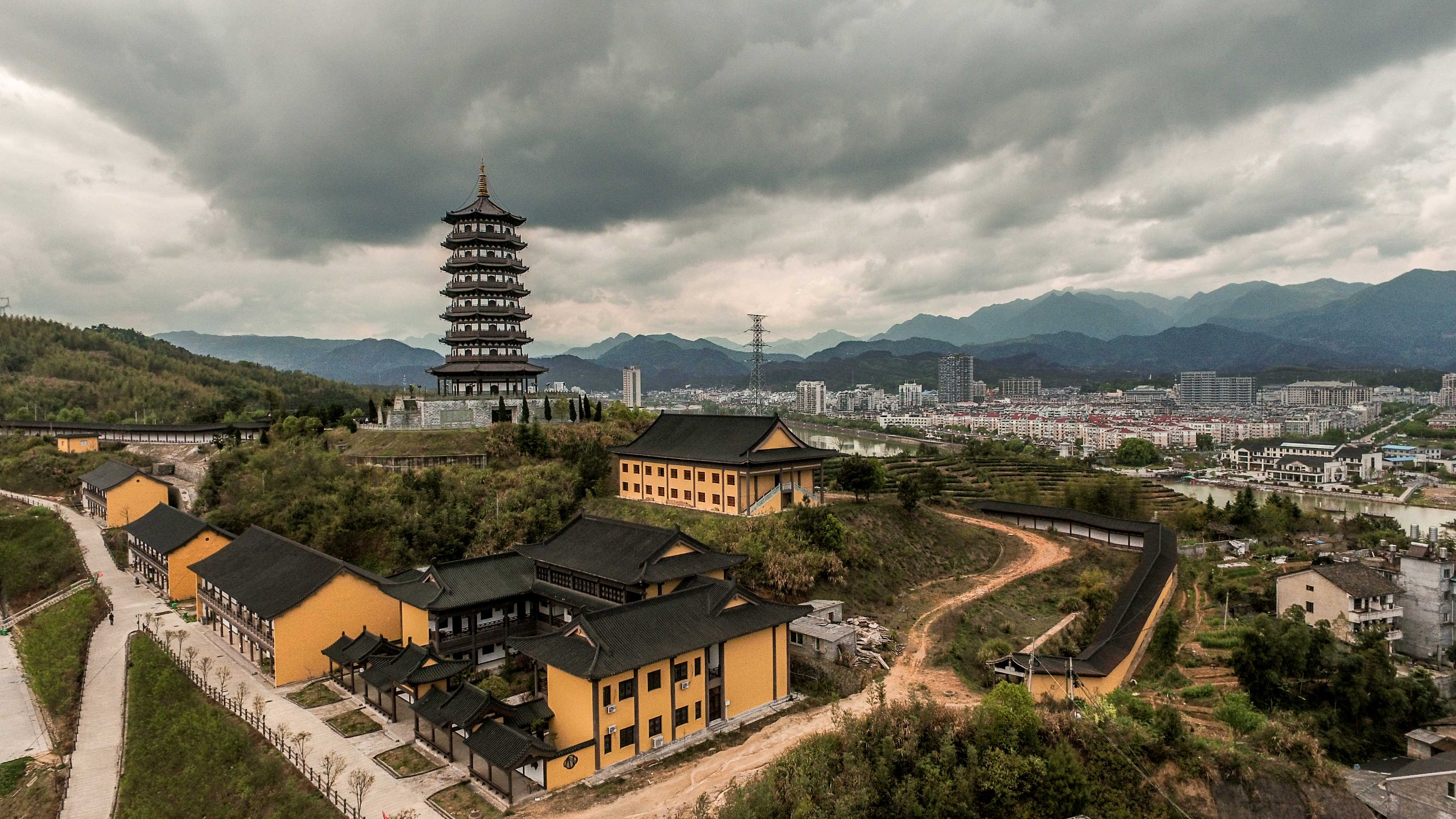
Zicht op Longquan

Longquan is een stad in de oostelijke provincie Zhejiang van China. Longquan is de zetel van het arrondissement Longquan. De stad heeft ongeveer 280.000 inwoners. Longquan ligt in de prefectuur Lishui.